# 데이비 존스톤
데이비 존스톤(영어: Davey Johnstone, 1951년 5월 6일 ~ )은 영국 스코틀랜드의 기타 연주자이자 작곡가, 가수이다.
엘튼 존 밴드의 구성원으로서 1971년부터 기타와 코러스를 맡고 있으며, 음악 감독 역할도 하고 있다.

## 작곡 참여 목록
- 〈Grow Some Funk of Your Own〉 (1975)
- 〈Boogie Pilgrim〉, 〈Cage the Songbird〉, 〈Between Seventeen and Twenty〉, 〈The Wide-Eyed and Laughing〉, 〈If There's a God in Heaven (What's He Waiting For?)〉 (1976)
- 〈I Guess That's Why They Call It the Blues〉 (1983)
- 〈Passengers〉 (1984)
- 〈Heavy Traffic〉 (1988)

## 같이 보기
- 깁슨 플라잉 V